# Joaquim Santana
Joaquim Santana Silva Guimarães  (Lobito, África Occidental Portuguesa, 22 de marzo de 1936-Freamunde, Portugal, 24 de abril de 1989), más conocido como Joaquim Santana o simplemente Santana, fue un futbolista portugués de origen africano, en lo que hoy es Angola. Se desempeñaba como centrocampista.

## Selección nacional
Fue internacional con la selección de fútbol de Portugal en 5 ocasiones y convirtió un gol.

## Clubes
| Club          | País     | Año       |
| ------------- | -------- | --------- |
| SL Benfica    | Portugal | 1956-1968 |
| SC Salgueiros | Portugal | ¿-?       |
| SC Freamunde  | Portugal | ¿-?       |

## Palmarés

### Campeonatos nacionales
| Título           | Club       | País     | Año  |
| ---------------- | ---------- | -------- | ---- |
| Primeira Divisão | SL Benfica | Portugal | 1957 |
| Copa de Portugal | SL Benfica | Portugal | 1957 |
| Copa de Portugal | SL Benfica | Portugal | 1959 |
| Primeira Divisão | SL Benfica | Portugal | 1960 |
| Primeira Divisão | SL Benfica | Portugal | 1961 |
| Copa de Portugal | SL Benfica | Portugal | 1962 |
| Primeira Divisão | SL Benfica | Portugal | 1963 |
| Primeira Divisão | SL Benfica | Portugal | 1964 |
| Copa de Portugal | SL Benfica | Portugal | 1964 |
| Primeira Divisão | SL Benfica | Portugal | 1965 |
| Primeira Divisão | SL Benfica | Portugal | 1967 |

### Copas internacionales
| Título                      | Club       | Sede                     | Año  |
| --------------------------- | ---------- | ------------------------ | ---- |
| Copa de Campeones de Europa | SL Benfica | Berna (Suiza)            | 1961 |
| Copa de Campeones de Europa | SL Benfica | Ámsterdam (Países Bajos) | 1962 |